# Carrara (ソフトウェア)
Carrara（カラーラ）は、DAZ Productions社が所有し開発をしている統合型3DCGソフトウェアである。RayDreamとInfini-Dの両3DCGソフトウェア後継製品と位置付けられ、当初MetaCreations社によって開発・販売された後に同社から分離独立したEovia社に移ったが、DAZ Productions社によるEovia社買収のため現在の体制に至る。日本語版のローカライズおよび販売元はイーフロンティア。

## 特徴
他の3DCGソフトウェアと競合する中で、Carraraは比較的低価格でありながら統合型3DCGソフトウェアに求められる一通りの機能をそろえていることが特徴的な製品であり、とりわけレンダリング品質の良さと速さにおいてコストパフォーマンスに優れる。また、Mac版およびWindows版が単一パッケージに含まれておりユーザーがいずれかのOSでの使用を任意で選択する事ができるので、ユーザーがOSを替えても新たな出費をすることなく乗り換えることが出来る。

## 価格
日本語版としては最終のCarrara 5は2万円台、同Carrara 5 Proは4〜5万円台、簡易版のCarrara 3D Basics 2は7千〜1万円程度の小売価格で販売されている（2009年5月末時点）。
英語版のDAZダウンロード直販価格は最新のCarrara 8が$249、Carrara 8 Proは$549などであるが、小額の会費でプラチナ会員登録すると大幅な割引価格で購入できるなどの特典があり、時折さらに大幅な割引価格で販売するキャンペーン期間が用意されることもあるので、タイミングが良いとかなりの安値で購入できる。また、稀に旧バージョンを雑誌やガイドブックなどの書籍の付録として提供することがあり、その場合は正規ユーザー登録可能な旧バージョンのPro版が書籍代の数千円程度で入手できて、その時点での最新バージョンにアップグレード価格でステップアップする道も用意されたりした。
なお、従来は日本語版ユーザーは最新の英語版へのアップグレードが認められており、最新の英語版に乗り換えたい日本語版ユーザーは英語版のアップグレード版を購入する事が可能であったが、現時点ではアップグレード対象を1つ前のバージョンに限るために英語版の最新バージョンが"8"の今となっては日本語版にはアップグレード対象製品が存在しない状態にある。

## 機能
前述の通り、3DCGソフトウェアとして一通りの機能をそろえている。特に、地形や環境、風景を作成する機能の利便性が良い。モデリングは、ポリゴン方式とサーフェイス方式の両方をそろえている。レンダリングも高速である。アニメーション機能もあり、物理シミュレーションなど高度なものも備えている。
また、そのほかにも以下のような利点や欠点はある。

## 利点と欠点

### 利点
- 低価格で購入できる
- ビギナーにも扱いやすい操作性
- OpenGLがサポートされている
- Poserとの連携がいい

### 欠点
- バージョン"5"を最後に日本語版の開発が事実上終息してしまい、最新版は英語版しか提供されない
- 日本での知名度は低く、日本語のマニュアルや書籍が非常に少ない
- 日本語版webサイトの充実度が低く、基本的なスペック表示にもミスが目立つ（指摘があっても訂正されない）
- Webサイトのクイックツアーだと、基本的なことしかわからない
- アカデミック版が存在しない為、他のハイエンドソフトをアカデミック価格で購入できる学生にとっては、価格があまり魅力的ではない
- 工業製品的な精密モデリングには向かない

## バージョン履歴
| バージョン | プラットフォーム                | 発売日(日本語版) | 発売日(英語版) |
| 1.0        | Windows/Classic Mac OS          | 2000年3月30日    | 1999年12月20日 |
| 2.0        | Windows/Classic Mac OS/Mac OS X | 2002年12月13日   | 2002年6月7日   |
| Basics     | Windows/Classic Mac OS/Mac OS X | 2003年1月31日    | 2002年11月2日  |
| 3.0        | Windows/Classic Mac OS/Mac OS X | 2004年3月26日    | 2003年9月18日  |
| 4.0        | Windows/Mac OS X                | 2005年5月27日    | 2004年10月25日 |
| Basics 2   | Windows/Mac OS X                | 2005年12月16日   | 2005年5月23日  |
| 5.0        | Windows/Mac OS X                | 2006年7月7日     | 2005年10月25日 |
| 6.0        | Windows/Mac OS X                | 日本語版未発売   | 2007年8月30日  |
| 7.0        | Windows/Mac OS X                | 日本語版未発売   | 2008年12月19日 |
| 8.0        | Windows/Mac OS X                | 日本語版未発売   | 2010年5月19日  |